# Élisa Brune
Pour les articles homonymes, voir Brune.
Élisa Brune, née le 15 juillet 1966 à Bruxelles et morte le 29 novembre 2018 dans la même ville, est une femme de lettres et journaliste scientifique belge.
Elle est également dessinatrice et peintre sous le pseudonyme d'Élisa Else.

## Biographie
En 1989, après des études à l'école de management Solvay (Bruxelles), Élisa Brune s'inspire de sa recherche d'emploi auprès d'une cinquantaine de grandes entreprises pour écrire un mémoire intitulé « Le recrutement au concret : enquête sur les pratiques de sélection des jeunes universitaires dans les grandes entreprises ». Elle est engagée chez IBM. 
En 1999, Élisa Brune soutient une thèse de docteur ès sciences de l'environnement intitulée « Gestion des ressources forestières : la Communauté, l’État et le marché. Étude de projets au Burkina Faso », sous la direction de M. Mormont, à l'université de Liège (campus d'Arlon).  
Élisa Brune marie ensuite son activité de romancière à celle de journaliste scientifique.

## Œuvres
- Fissures. Paris : L’Harmattan, 1996 ; Ancrage, 2000, Autrement Dit, livre-audio 2004 (lecture intégrale en 2CD ou 1 CD MP3)
- Petite révision du ciel. Paris : Ramsay, 1999 ; J'ai lu 2000, Autrement Dit, livre-audio 2004 (lecture intégrale 5K7 ou 6CD ou 1 CD MP3)
- Blanche Cassé. Paris : Ramsay, 2000
- La Tournante. Paris : Ramsay 2001 ; J'ai Lu, 2003
- Les Jupiter chauds. Paris: Belfond 2002 ; Labor, 2006
- La Tentation d'Edouard. Paris : Belfond, 2003
- Le Goût piquant de l'univers : Récit de voyage en apesanteur. Paris : Le Pommier, 2004
- Relations d'incertitude (avec Edgard Gunzig). Paris : Ramsay, 2004 ; Labor 2006
- Un homme est une rose.  Paris : Ramsay, 2005
- De la transe à l'hypnose: récit de voyage en terrain glissant. Éditions Bernard Gilson, 2006
- Le Quark, le neurone et le psychanalyste.  Paris : Le Pommier, 2006
- Séismes et volcans - Qu'est-ce qui fait palpiter la Terre?, (avec Monica Rotaru).  Paris : Le Pommier, 2007
- Alors heureuse... croient-ils! La vie sexuelle des femmes normales.  Paris : Le Rocher, 2008
- Bonnes nouvelles des étoiles, avec Jean-Pierre Luminet, Paris, Odile Jacob, 2009  (ISBN 978-2-7381-2287-2)
- Le Secret des femmes, Voyage au cœur du plaisir et de la jouissance, (avec Yves Ferroul), Paris, Odile Jacob, 2010
- La Mort dans l'âme - Tango avec Cioran, Paris, Odile Jacob, 2011
- La Révolution du plaisir féminin - Sexualité et orgasme, Paris, Odile Jacob, 2012
- Pensées magiques - 50 passages buissonniers vers la liberté, Paris, Odile Jacob, 2013
- Le Salon des confidences - Le désir des femmes et le corps de l'homme, Paris, Odile Jacob, 2013
- Labo sexo - Bonnes nouvelles du plaisir féminin, Odile Jacob, 2016
- Tant pis, je fonce ! 50 histoires pour saisir la vie, Odile Jacob, 2018
- Nos vies comme événement : ce que l'art et la science transforment en nous, avec Paul Qwest, Odile Jacob, 2019[4]

## Distinctions
- Prix de la première œuvre de la Communauté française pour Fissures
- Prix Maeterlinck pour Fissures
- Prix Emma du Cayla-Martin pour Petite révision du ciel
- Grand prix France/Wallonie Bruxelles pour Petite révision du ciel
- Prix de la rédaction du magazine GAEL pour Blanche Cassé
- 2004 : Prix Victor-Rossel des jeunes pour Relations d'incertitude[5]
- Prix Manlev-Bendall de l'Académie des sciences, belles-lettres et arts de Bordeaux pour Bonnes nouvelles des étoiles
- Prix de la Société des gens de lettres pour La Mort dans l'âme - Tango avec Cioran
- Prix Emmanuel Vossaert de l'Académie royale de langue et de littérature françaises de Belgique pour Pensées magiques - 50 passages buissonniers vers la liberté